# Ljiljana Winkler
Ljiljana Winkler (* 6. Mai 1981 in Banja Luka, Bosnien und Herzegowina) ist eine bosnische Opernsängerin (Sopran).

## Leben
Winkler absolvierte ein Gesangsstudium mit Auszeichnung an der Hochschule für Musik in Belgrad in der Klasse von Radmila Smiljanic. Ihre weitere Gesangsausbildung setzte Ljiljana Winkler in der Klasse von Yaron Windmüller an der Hochschule für Musik Saar in Deutschland fort.
Winkler absolvierte diverse Meisterkurse bei Sängern und Pianisten wie Barbara Bonney, Sona Ghazarian, Ilena Cotrubas, Hans-Peter Blokwitz, Dalton Baldwin, Irwin Gage, Rudolf Piernay, Paul Hamburger und Robin Bowman. Sie studierte Liedgestaltung in der Klasse von Irwin Gage und Esther de Bros an der Hochschule für Musik Saar. Ljiljana Winklers künstlerische Spannweite reicht von Alter Musik bis zu zeitgenössischen Werken. Im Rahmen der Opernschule verkörperte sie die Rollen der Adele (Die Fledermaus von Johann Strauss), Rosina (La finta semplice von Wolfgang Amadeus Mozart) und Ms. Jessel (The Turn of the Screw von Benjamin Britten).
Ihre künstlerische Laufbahn begann sie im Juni 2007 mit der Rolle der Ti aus der Oper Kommander Kobayashi von Moritz Eggert und Ricardas Kabelis am Saarländischen Staatstheater. Ljiljana Winkler gastierte im Dezember 2008 am Theatre National du Luxembourg. Sie verkörperte dort die Rolle der Marmeladenverkäuferin und der Königstochter in der Oper Das tapfere Schneiderlein von Wolfgang Mitterer. Als Solvejg in der Suite Peer Gynt von Edvard Grieg trat sie im September 2009 mit dem Landes-Jugend-Symphonie-Orchester in der Congresshalle Saarbrücken, in St. Wendel und im Rahmen des „Euroklassik“-Festivals in Hornbach auf.
Mit dem belgischen Orchester unter der Leitung des Dirigenten Andre Walschaerts (Golden Symphonic Orchestra) sang sie in der Konzertreihe „Wiener Parade 2009“ am Staatstheater Mechelen. Mit dem Märkischen Jugendsinfonieorchester unter der Leitung der Dirigentin Carolin Nordmeyer sang sie als Solistin bei den Neujahrskonzerten im Januar 2010 in Werdohl, Schwerte, Lüdenscheid und Morsbach.
Im August 2011 verkörperte Ljiljana Winkler die Rolle der Nachtigall aus der Oper Die Nachtigall an der Kammeroper Konstanz. Im Dezember 2011 sang sie in Freiburg die Rolle der Bettine in der Oper Kein Ort Nirgends von Anno Schreier innerhalb der „Young Opera Company“.  In der Operettenproduktion des Wiener Operettensommer verkörperte sie 2012 die Rolle der Mi in der Operette Das Land des Lächelns von Franz Lehár.
In der Oper Eifersucht von Sophie Gail verkörperte Ljiljana Winkler die Rolle der Lucie. Als Marianna Gardi war sie in der Oper So ein Glück! (Une Bonne Fortune) von Adolphe Adam zu sehen. Beide Opern wurden 2013 an der Neuburger Kammeroper aufgeführt. Ljiljana Winkler pflegt eine Konzerttätigkeit mit kammermusikalischen Ensembles (Trio Cantatre, Trio Kalliope).
Bei der thematischen Konzertreihe „Die lange Nacht der Kunst“ der Stadt Augsburg trat sie mehrmals auf. Sie gab Liederabende, u. a in Augsburg (Parktheater Göggingen, Schätzler Palais, Rokoko Saal, Goldener Saal), München, Belgrad, Saarbrücken, Berlin, London, Banjaluka und Freiburg. In der Opernproduktion 2014 der Young Opera Company Freiburg verkörperte Ljiljana Winkler die Rolle der bösen Hofdame aus der Oper Die drei Rätsel von Detlev Glanert.
Ljiljana Winkler ist Dozentin an der Universität Augsburg im Fach Gesang und war Mitglied im Tonkünstlerverband.
Winkler spricht Deutsch, Englisch, Französisch, Italienisch, Spanisch und Kroatisch.

## Preise
Preisträgerin der folgenden Wettbewerbe:
- Sonderpreis beim Wettbewerb der Musikmittel- und Hochschulen in Bosnien und Herzegowina.
- Sie gewann auch den 1. Preis der Solosänger „Lazar Jovanovic“.
- 2003, Stipendium des „Dame Felicity Lott Fund“ und „Ardingly International Music School Scholarship“ in England
- 2006, Stipendium „The Opera Academy of Skive“, Dänemark
- 2007, „Claudia Meyer“-Stipendium, Deutschland
- 2008, Stipendium der Märkischen Kulturkonferenz für Musik 2009[8]
- 2009, „Bayreuth Stipendium der Richard-Wagner-Stipendienstiftung“ für junge Nachwuchskünstler